# Citharacanthus sargi
Citharacanthus sargi är en spindelart som först beskrevs av Embrik Strand 1907.  Citharacanthus sargi ingår i släktet Citharacanthus och familjen fågelspindlar.
Artens utbredningsområde är Guatemala. Inga underarter finns listade i Catalogue of Life.